# Albert Parlow
Albert Parlow (Torgelow, 1 januari 1824 – Wiesbaden, 27 juni 1888) was een Duits componist en militaire kapelmeester.

## Levensloop
Parlow kreeg zijn muzikale opleiding bij het militair. In 1852 kreeg hij de opdracht het eerste Duits Marine-muziekkorps in Szczecin, toen: Stettin, op te richtten. In deze tijd schreef hij ook de eerste Duits Marinemars Mit vollen Segeln. In 1854 werd hij militaire kapelmeester van het Muziekkorps van het Pruisische fuseliers-regiment nr. 34 eveneens te Stettin. Dit muziekkorps werd in 1859 naar Rastatt verlegd. Met dit muziekkorps verzorgde hij vele concert in Baden-Baden. Aldaar werd Johannes Brahms opmerkzaam op Parlow en vertrouwde hem de instrumentatie van zijn Hongaarse dansen nr. 5, 6, 11 en 16 toe. 
In mei 1864 won hij met zijn militair muziekkorps tijdens het concours te Lyon de eerste prijs tegen andere militaire muziekkapellen uit het Verenigd Koninkrijk, Frankrijk, Italië, Oostenrijk, Rusland en Spanje en werd door de Franse keizer Napoleon III met een ere-prijs onderscheiden en gefeliciteerd. 
In 1880 wisselde hij als dirigent tot het Militaire muziekkorps van het Infanterie-Regiment nr. 43 in Kaliningrad, toen: Koningsbergen. In 1883 nam hij ontslag bij het militair en werd dirigent van een symfonisch orkest in Hamburg en in 1886 wisselde hij als orkestdirigent naar Wiesbaden.
Als componist schreef hij vooral werken voor harmonieorkest. Ongetwijfeld is de Amboß-Polka (Aambeeld-polka) het bekendste werk van Parlow.

## Composities

### Werken voor harmonieorkest
- Amboß-Polka, op. 91 (Het was de parademars in draf van het 2e Württembergische Ulanen-Regiment Koning Wilhelm I nr. 20 in Ludwigsburg)[1]
- Mit vollen Segeln, mars
- Napoleon-Marsch, mars